# Tiholop
Tiholop är en ort i Mexiko.   Den ligger i kommunen Yaxcabá och delstaten Yucatán, i den östra delen av landet, 1 100 km öster om huvudstaden Mexico City. Tiholop ligger 30 meter över havet och antalet invånare är 1 463.
Terrängen runt Tiholop är mycket platt. Runt Tiholop är det glesbefolkat, med 10 invånare per kvadratkilometer. Tiholop är det största samhället i trakten. I omgivningarna runt Tiholop växer i huvudsak städsegrön lövskog.